# 瓦雷讷莱马孔
瓦雷讷莱马孔（法語：Varennes-lès-Mâcon，法語發音：[vaʁɛn lɛ makɔ̃]，意为“马孔附近的瓦雷讷”）是法国索恩-卢瓦尔省的一个市镇，属于马孔区。

## 地理
瓦雷讷莱马孔（46°16'14"N, 4°48'20"E）面积4.75 平方千米，位于法国勃艮第-弗朗什-孔泰大區索恩-卢瓦尔省，该省份为法国中部省份，北起顺时针与科多尔省、汝拉省、安省、罗讷省、卢瓦尔省、阿列省和涅夫勒省接壤。
与瓦雷讷莱马孔接壤的市镇（或旧市镇、城区）包括：索恩河畔科尔莫朗什、格列日、尚特雷、索恩河畔克雷什、马孔、万泽勒。
瓦雷讷莱马孔的时区为UTC+01:00、UTC+02:00（夏令时）。

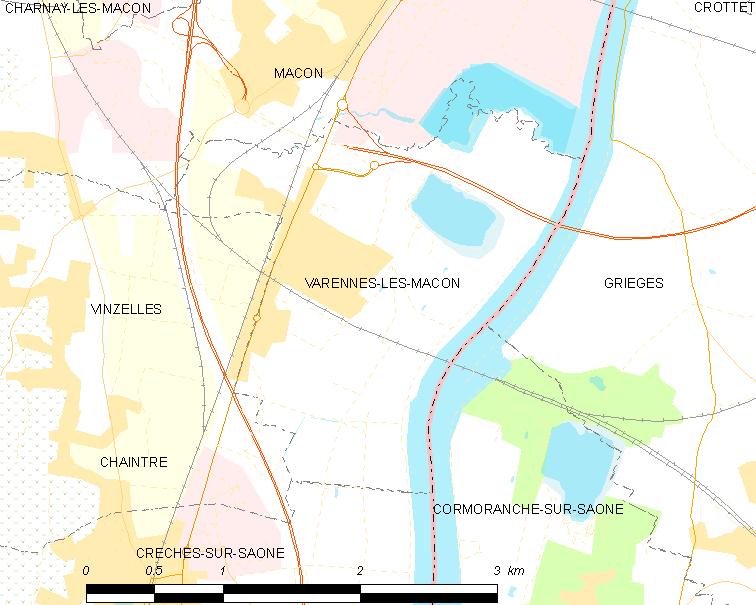
瓦雷讷莱马孔的OSM定位图

## 行政
瓦雷讷莱马孔的邮政编码为71000，INSEE市镇编码为71556。

## 政治
瓦雷讷莱马孔所属的省级选区为马孔第二县。

## 人口

1962-2008年间瓦雷讷莱马孔人口变化图示

瓦雷讷莱马孔于2022年1月1日时的人口数量为581人。